# Rougeotia ludovici
Rougeotia ludovici là một loài bướm đêm trong họ Noctuidae.